# Szewce Nadolne
Szewce Nadolne – wieś w Polsce położona w województwie łódzkim, w powiecie kutnowskim, w gminie Bedlno.
Prywatna wieś szlachecka Szewce-Nadolne położona była w drugiej połowie XVI wieku w powiecie orłowskim województwa łęczyckiego. W latach 1975–1998 miejscowość administracyjnie należała do województwa płockiego.